# 烯丙吗啡
烯丙吗啡又称N-烯丙基吗啡（N-allylnormorphine），商品名有 Lethidrone、Nalline 等，是一种含氮有机化合物，化学式C19H21NO3，是一种嗎啡類阿片衍生物。